# Negritas
Negritas är en ort i Mexiko.   Den ligger i kommunen Doctor Mora och delstaten Guanajuato, i den centrala delen av landet, 220 km nordväst om huvudstaden Mexico City. Negritas ligger 2 203 meter över havet och antalet invånare är 230.
Terrängen runt Negritas är kuperad åt nordost, men åt sydväst är den platt. Runt Negritas är det ganska glesbefolkat, med 36 invånare per kvadratkilometer. Närmaste större samhälle är San José Iturbide, 16,8 km sydväst om Negritas. Trakten runt Negritas består i huvudsak av gräsmarker.